# Ludvik Ceglar
Ludvik Ceglar, slovenski teolog, nabožni pisec in pesnik * 13. november 1917, Metlika, † 4. februar 1998, Sāo Roque, Brazilija.
Rodil se je očetu čevljarju in železničarju Antonu ter materi Mariji (roj. Groznik).  Ceglar je študiral teologijo na TEOF v Ljubljani in bil leta 1945 kot begunec ordiniran v Krki na Koroškem. Leta 1948 je odšel najprej v Čile, nato 1955 v brazilsko zvezno državo Goiás ter 1957 v São Paulo. Po letu 1960 je bil kaplan v bolnici v kraju São Roque od 1972 do 1978 pa župnik za slovence  v nadškofiji São Paulo. 
Ceglar je bil stalni sodelavec: Vestnika, glasila slovenskih domobrancev v Argentini in nabožnega mesečnika Ave Maria ter celovške Mohorjeve družbe. Veliko je pisal o slovenskih misijonarjih in izseljencih. Objavil je pesniško zbirko Mati, domovina, Bog (Cleveland, 1976). Napisal je tudi življenjepis o slovenskem misijonarju v Braziliji Janezu Madonu z naslovom Apostolski misijonar oče Serafin Goriški (Gorica, 1982), in povest Slemeniški župnik I - II (Cleveland, 1985, 1986). Pri celovški Mohorjevi družbi je ojavil 4 knjige gradiva o nadškofu Volku: Nadškof Volk in njegov čas.
Njegova brata sta bila Karel Ceglar in klasični filolog Stanko Ceglar.